# アンゼリカ (菓子)

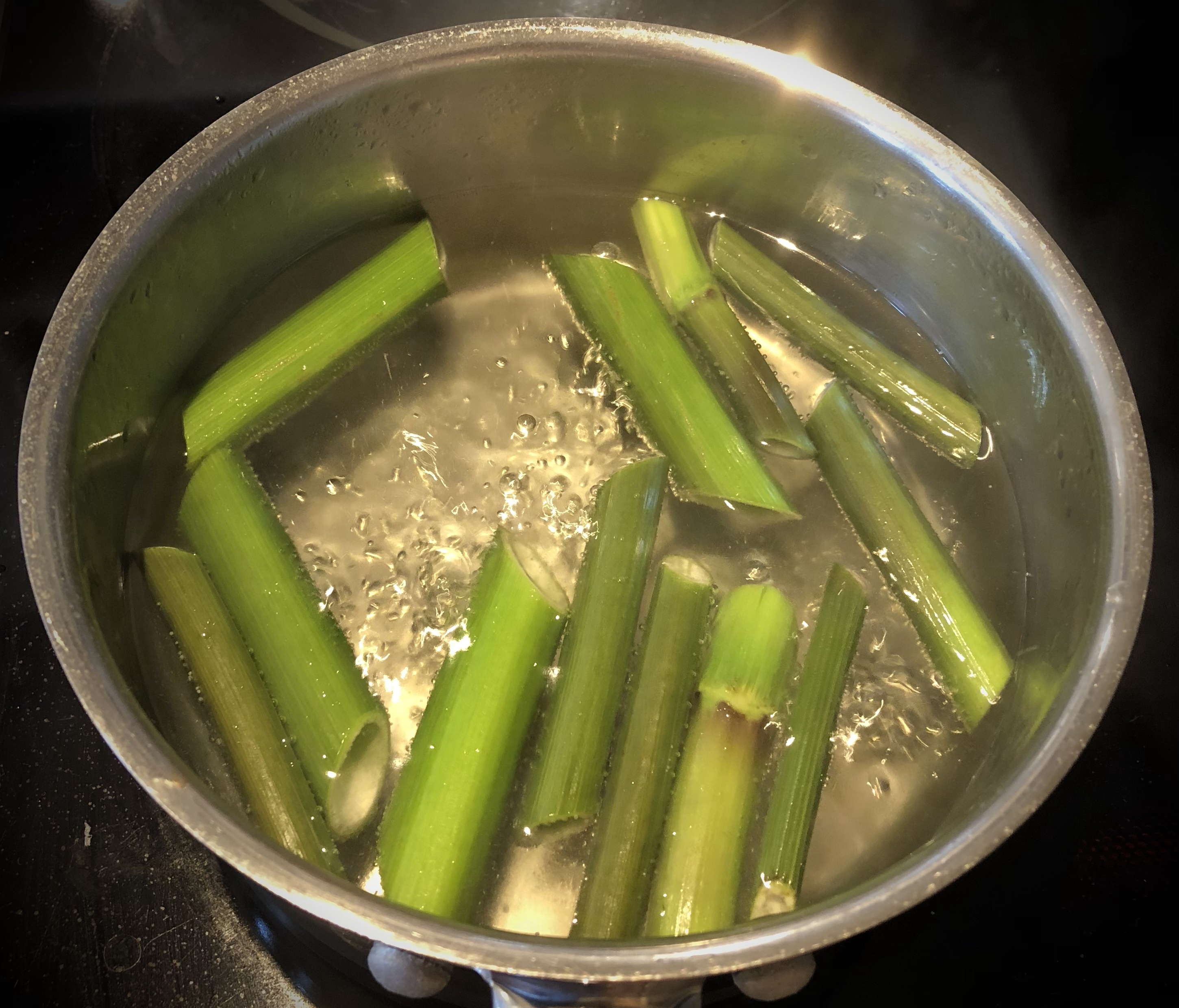

アンゼリカ（Angelica）とは、セイヨウトウキを蜜煮にしてから乾燥させた製菓材料として用いられる、加工食品である。なお、片仮名表記ではアンジェリカと表記される場合もある。ただし、日本ではフキの甘露煮を乾燥させたものを代替品とすることもあり、日本ではこれも同様に呼ばれる。

## 概要
本来のアンゼリカは、セイヨウトウキ由来のネズのような香りと鮮緑色が特徴で、欧州諸国では古くから製菓材料として用いられてきた。パウンドケーキをはじめとする様々なケーキ、ジンジャーブレッドなどのパン、プディング、スフレに使われる。製造方法は多々あるが、セイヨウトウキの空洞状の茎や葉柄を茹でて表面の堅い筋を取り去った後、砂糖のシロップで煮詰めて乾燥させ、グラニュー糖をかけて再度乾燥させることが多い。
日本ではセイヨウトウキがあまり栽培されていないため、日本原産の植物であるフキの葉柄をシロップ煮にして用いる。セイヨウトウキ同様、葉柄が中空であるため食感・見た目は似ているのだが、特徴的な香りはほぼ無いため、あくまでも代替品として用いられる。
アンゼリカと同属の日本原産の食用植物に、アシタバがある。